# A Division 1968-1969 (Irlanda)
La stagione 1968-1969 è stata la quarantottesima edizione della League of Ireland, massimo livello del calcio irlandese.

## Classifica finale
|  | Pos. | Squadra         | Pt | G  | V  | N | P  | GF | GS | DR  |
|  | ---- | --------------- | -- | -- | -- | - | -- | -- | -- | --- |
|  | 1.   | Waterford       | 36 | 22 | 16 | 4 | 2  | 68 | 30 | +38 |
|  | 2.   | Shamrock Rovers | 31 | 22 | 14 | 3 | 5  | 56 | 28 | +28 |
|  | 3.   | Cork Hibernians | 30 | 22 | 14 | 2 | 6  | 39 | 27 | +12 |
|  | 4.   | Dundalk         | 29 | 22 | 13 | 3 | 6  | 54 | 29 | +25 |
|  | 5.   | St Patrick's    | 24 | 22 | 10 | 4 | 8  | 41 | 42 | -1  |
|  | 6.   | Drogheda        | 22 | 22 | 8  | 6 | 8  | 35 | 30 | +5  |
|  | 7.   | Limerick        | 22 | 22 | 9  | 4 | 9  | 30 | 36 | -6  |
|  | 8.   | Sligo Rovers    | 20 | 22 | 8  | 4 | 10 | 29 | 32 | -3  |
|  | 9.   | Drumcondra      | 17 | 22 | 6  | 5 | 11 | 28 | 44 | -16 |
|  | 10.  | Shelbourne      | 12 | 22 | 2  | 8 | 12 | 30 | 69 | -39 |
|  | 11.  | Cork Celtic     | 11 | 22 | 3  | 5 | 14 | 28 | 52 | -24 |
|  | 12.  | Bohemians       | 10 | 22 | 3  | 4 | 15 | 21 | 50 | -29 |

Legenda:

         Campione d'Irlanda 1968-1969 e qualificata in Coppa dei Campioni 1969-1970
         Vincitrice della FAI Cup e qualificata in Coppa delle Coppe 1969-1970 
         Qualificate in Coppa delle Fiere 1969-1970
Note:
Due punti a vittoria, uno a pareggio, zero a sconfitta.

## Statistiche

### Primati stagionali
| Record - Maggior numero di vittorie: Waterford (16) - Minor numero di sconfitte: Waterford (2) - Miglior attacco: Waterford (68) - Miglior difesa: Cork Hibernians (27) - Miglior differenza reti: Waterford (+38) - Maggior numero di pareggi: Shelbourne (8) - Minor numero di vittorie: Shelbourne (2) - Maggior numero di sconfitte: Bohemians (15) - Peggiore attacco: Bohemians (21) - Peggior difesa: Cork Celtic (52) - Peggior differenza reti: Shelbourne (-39) |